# Mesopolobus typographi
Mesopolobus typographi är en stekelart som först beskrevs av Ruschka 1924.  Mesopolobus typographi ingår i släktet Mesopolobus och familjen puppglanssteklar. Arten är reproducerande i Sverige. Inga underarter finns listade i Catalogue of Life.